# Masakra w Celle
Masakra w Celle (eufemistycznie niem. Celler Hasenjagd) – masakra więźniów obozów koncentracyjnych, dokonana 8–11 kwietnia 1945 przez strażników SS, żołnierzy Wehrmachtu, miejscowe służby mundurowe oraz niemiecką ludność cywilną w Celle w prowincji Hannover w Niemczech. Niewielka część sprawców została po wojnie osądzona, lecz wszyscy skazani zostali zwolnieni na początku lat 50.

## Masakra
W kwietniu 1945, na miesiąc przed kapitulacją Niemiec, 2862 polskich, sowieckich, holenderskich i francuskich więźniów obozu Drütte (podobóz KL Neuengamme), w drodze do obozu koncentracyjnego Bergen-Belsen, zostało zgromadzonych w Celle, gdzie grupę tę przyłączono do poprzedniego transportu, co dało łączną liczbę około 4000 mężczyzn i kobiet. Wielu spośród więźniów w transporcie zmarło z wycieńczenia i niedożywienia. Pociąg towarowy, w którym transportowano więźniów zatrzymany został w Celle, w sąsiedztwie pociągu z amunicją. W wyniku nalotu alianckiego amunicja eksplodowała, większość wagonów przewożących więźniów została zniszczona i część więźniów zginęła, a część zbiegła pod ogniem SS do miasta albo na zachód w kierunku lasu Neustädter Holz. Po zakończeniu nalotu SS, Gestapo, straż pożarna oraz mieszkańcy miasta rozpoczęli obławę na więźniów. Więźniowie, którzy przeżyli nalot i ucieczkę, zostali ujęci w okolicach lasu Neustädter Holz. Około 30 osób zostało rozstrzelanych na miejscu, większość pozostałych poprowadzono w marszu śmierci do obozu w Bergen-Belsen, natomiast część uwięziono w koszarach wojskowych. Spośród około 4000 więźniów przebywających w Celle 8 kwietnia, tylko 487 dotarło 10 kwietnia do Bergen-Belsen – na pięć dni przed wyzwoleniem obozu przez wojska brytyjskie i kanadyjskie; reszta zmarła z wycieńczenia lub została zamordowana po drodze.

## Następstwa

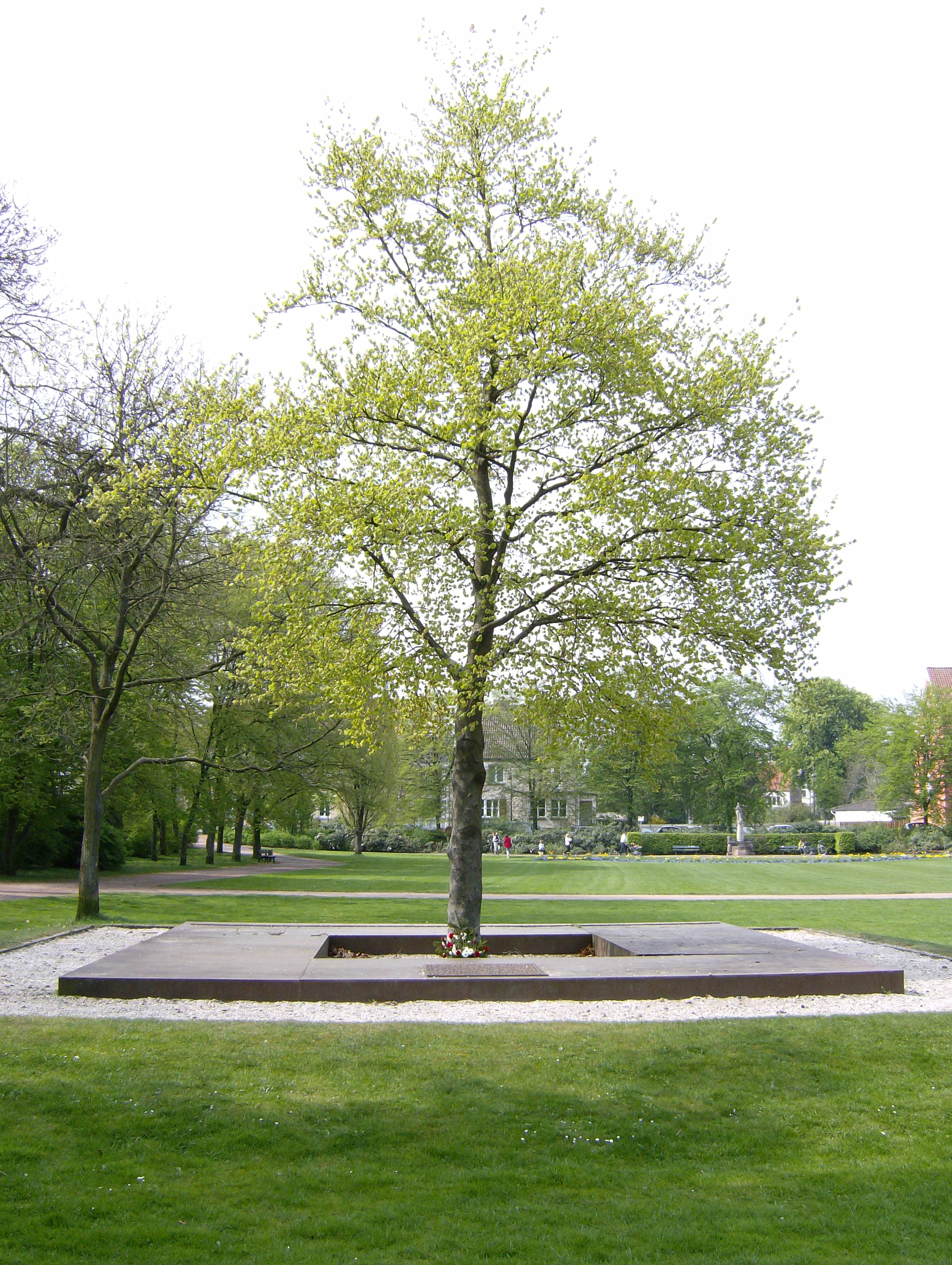
Pomnik w Celle

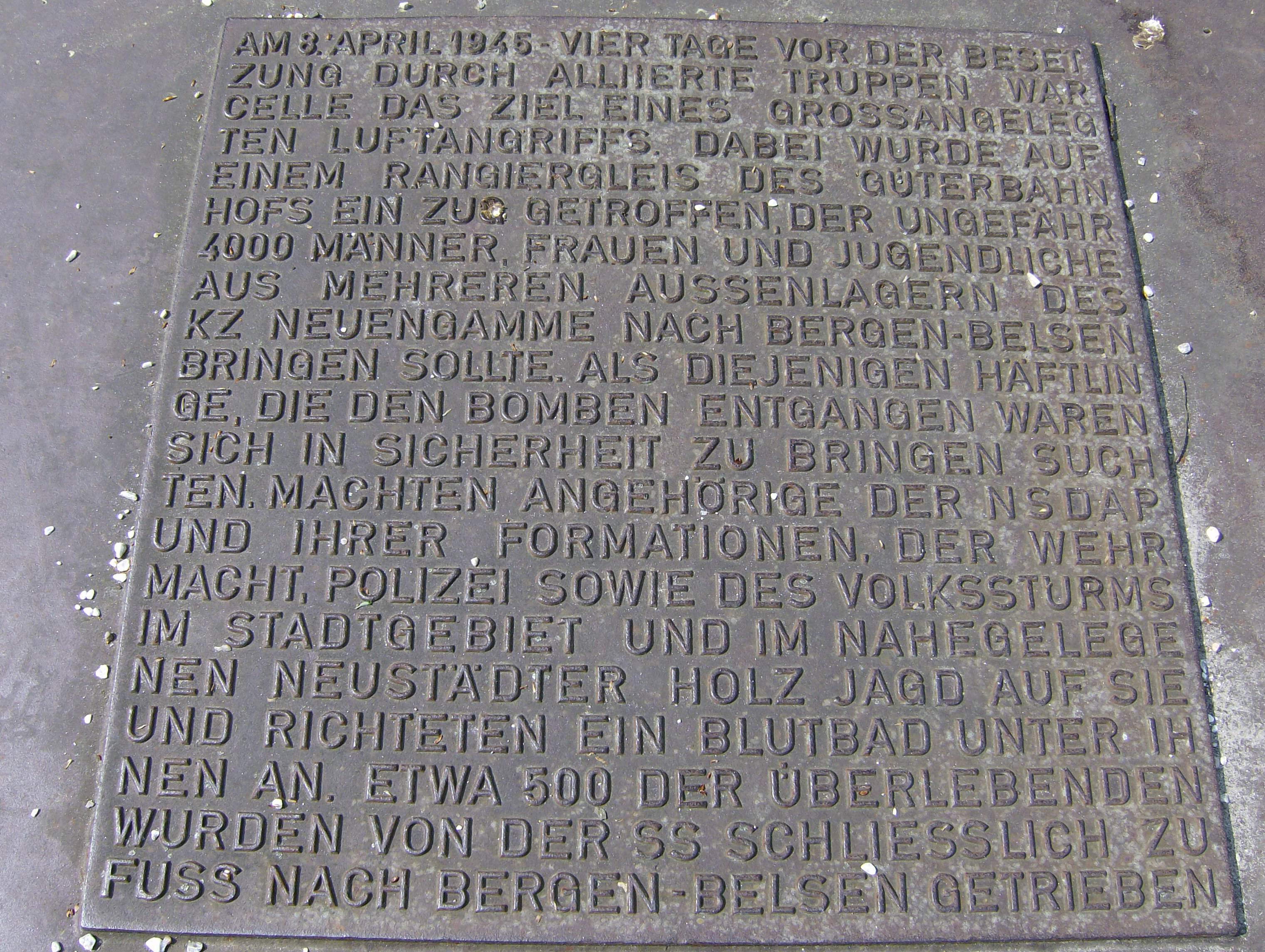
Pamiątkowy napis u stóp drzewa w Celle

Celle zostało zajęte 12 kwietnia przez armię brytyjską, która rozpoczęła śledztwo w sprawie wydarzeń 8–11 kwietnia. Liczba bezpośrednich ofiar „polowania na zające” (Hasenjagd (niem.), jak nazwali to wydarzenie Niemcy) została oszacowana na 200–300, zaś pozostałych więźniów uznano za zmarłych z innych przyczyn. Za udział w masakrze skazanych zostało (w grudniu 1947) zaledwie 7 osób, po czym wszystkich skazanych zwolniono w październiku 1952 za dobre sprawowanie.